# Foncea
Foncea – gmina w Hiszpanii, w prowincji La Rioja, w La Rioja, o powierzchni 22,72 km². W 2011 roku gmina liczyła 98 mieszkańców.